# ديربي الشمال (ألمانيا)
ديربي الشمال أو نوردبي هو الوصف ألذي يطلق على مباريات الغريمين نادي هامبورغ و فيردر بريمن. الناديين الأكثر نجاح في شمال ألمانيا. ويتم اعتبار الديربي منافسة بين مدينتي هامبورغ و بريمن وألتان تحويان المينائين الأكبر في ألمانيا. على الرغم أن هامبورغ حقق نجاحات أكثر من فيردر بريمن على صعيد الألقاب، إلا أنه في الديربي فيردر فاز بمباريات أكثر من هامبورغ، حيث حتى سنة 2020 فاز فيردر بريمن في 57 مباراة، فيما فاز هامبورغ في 53 مباراة وتعادلا في 44 مباراة. يعتبر هذا الديربي الأكثر لعباً من كل ديربيات ألمانيا. أكبر فوز في الديربي حققه فيردر بريمن في سنة 2004 بنتيجة 6-0.